# HD14943
HD14943 — хімічно пекулярна зоря спектрального класу A3, що має видиму зоряну величину в смузі V приблизно  5,9.
Вона  розташована на відстані близько 200,1 світлових років від Сонця.